# Carl August Cederborg

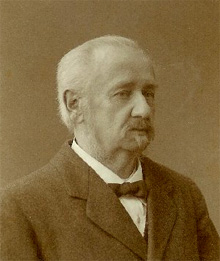
Carl August Cederborg.

Carl August Cederborg, född 9 april 1849 i Gryts socken, Skåne, död den 3 februari 1933 i Saltsjöbaden, var en svensk författare och tidningsman. Signaturer: Håkan, Cg, Cbg, Onkel Bräsig.

## Biografi
Cederborgs föräldrar var kontraktsprosten Tufve Svensson Cederborg och Emma Augusta Löfvengren. Efter några års studier på Katedralskolan, Lund blev han 1876 jordbrukare och gifte sig 1877 med Olova Kronhamn (1853-1904) från Landskrona. De fick tre barn. År 1881 började Cederborg medarbeta i tidningen Södra Sverige med de regelbundna Magerlundabreven.  Jordbruket blev allt mindre lönsamt och han blir från 1883 tidningsman i Helsingborg och delägare i Skånes Allehanda. Tidningen köptes 1893 upp av Helsingborgs-Posten Skåne-Halland, där Cederborg fortsatte att medarbeta och 1895 blev han utgivare och redaktör. 1897-1898 arbetade Cederborg på Göteborgs Aftonblad.

## Författarskap
Landtmätarens berättelser gick som följetong i flera tidningar. Sommaren 1898 då Cederborg flyttat tillbaka till Helsingborg skrev han sin första roman Göingehövdingen. Han tackade samma år ja till ett erbjudande att bli journalist på Svenska Dagbladet och flyttade till Stockholm. Samtidigt med medarbetarskapet på Svenska Dagbladet var Cederborg chef för Allers familj-Journals bilaga Nytt från alla land och från 1901 medarbetare på heltid hos Allers. Från 1905 blev han författare på heltid fram till sin död. År 1914 flyttade Cederborg med sina ogifta döttrar till Saltsjöbaden. 
Cederborgs historiska spänningsromaner var på sin tid mycket populära och utkom i stora upplagor, där varje titel trycktes i minst 20 000 exemplar. Mest kända är de böcker som handlar om snapphanetiden och Göingebygden. Han skrev även detektivromaner.

## Bibliografi

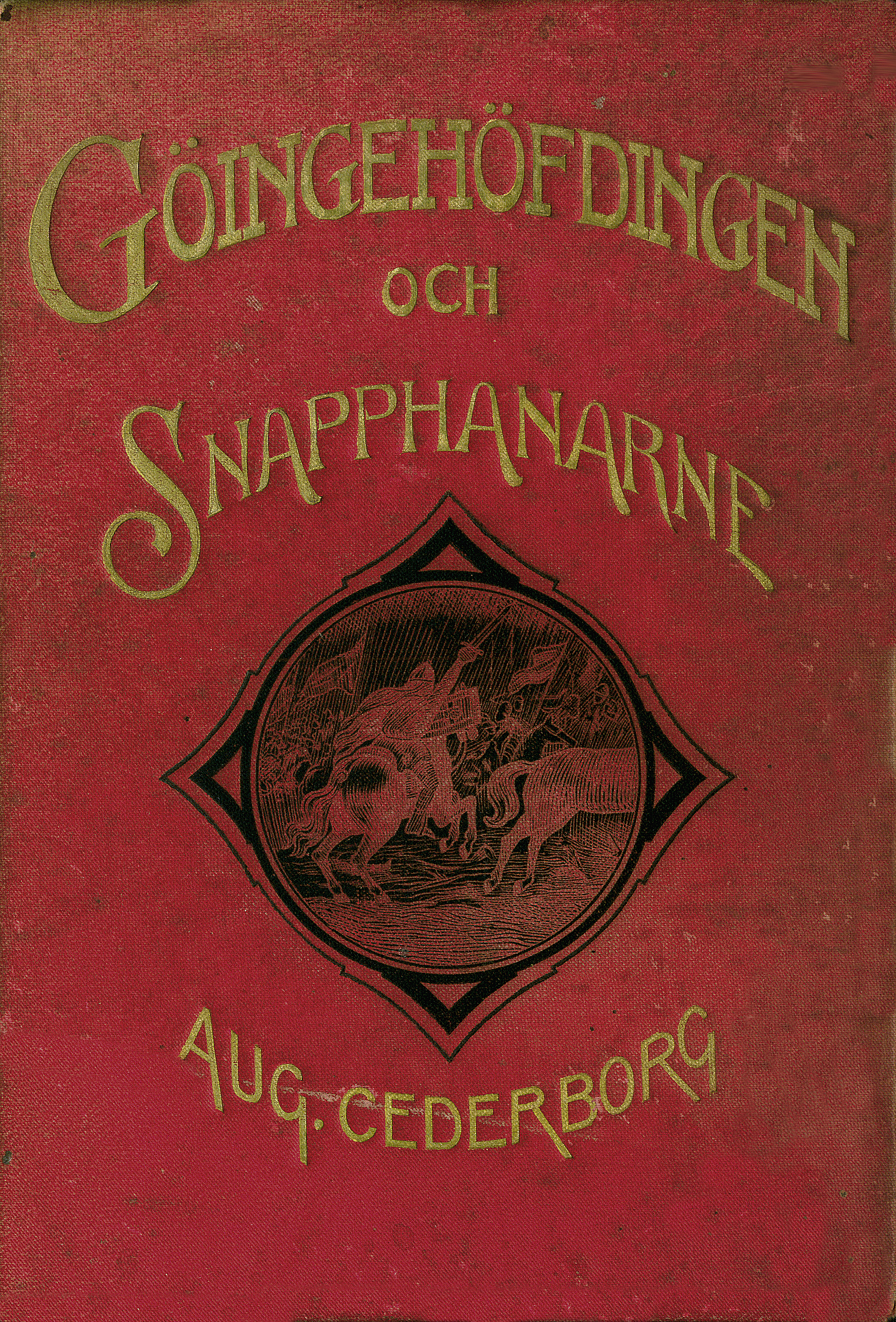
Omslag till Göingehöfdingen och snapphanarne (1899).